# Anthidiellum zebra
Anthidiellum zebra là một loài Hymenoptera trong họ Megachilidae. Loài này được Friese mô tả khoa học năm 1904.
Loài này phân bố ở Zimbabwe.